# Платонове (пункт контролю)
47°25′25″ пн. ш. 29°22′4″ сх. д. / 47.42361° пн. ш. 29.36778° сх. д.
Плато́нове — пункт пропуску через Державний кордон України на кордоні з Молдовою (невизнана республіка Придністров'я).
Розташований в Одеській області, Окнянський район, неподалік від однойменного села, через яке проходить автошлях E584, із яким збігається М13. Із молдавського боку розташований пункт пропуску «Гоянул Ноу» поблизу села Нові Гояни, Дубоссарський район, на аналогічному євроавтошляху у напрямку Дубоссар.
Вид пункту пропуску — автомобільний. Статус пункту пропуску — міжнародний. 
Характер перевезень — пасажирський, вантажний.
Окрім радіологічного, митного та прикордонного контролю, пункт пропуску «Платонове» може здійснювати санітарний, фітосанітарний, ветеринарний, екологічний та контроль Служби міжнародних автомобільних перевезень.
Пункт пропуску «Платонове» входить до складу митного посту «Котовськ» Південної митниці. Код пункту пропуску — 50010 38 00 (11).

## Галерея

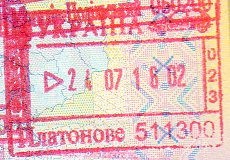
Штамп пункту пропуску "Платонове"